# Midlands Orientais
Midlands Orientais ou Midlands do Leste (East Midlands, em inglês) formam uma das nove regiões oficiais da Inglaterra. East Midlands é um termo geográfico criado para descrever a região leste do centro da Inglaterra, conhecida como Midlands. Consiste na área combinada de Derbyshire, Leicestershire, Rutland, Northamptonshire, Nottinghamshire e de a maioria de Lincolnshire.

## Administração local
As regiões oficiais consistem das seguintes subdivisões:
| Mapa                   | Condado cerimonial  | Condado shire /unitário | Distritos |
| ---------------------- | ------------------- | --- | --- |
|                        | Derbyshire          | 1. Derbyshire | a) High Peak, b) Derbyshire Dales, c) South Derbyshire, d) Erewash, e) Amber Valley, f) North East Derbyshire, g) Chesterfield, h) Bolsover |
| 2. Derby U.A.          | Derbyshire          | | |
| Nottinghamshire        | 3. Nottinghamshire  | a) Rushcliffe, b) Broxtowe, c) Ashfield, d) Gedling, e) Newark e Sherwood, f) Mansfield, g) Bassetlaw                       | |
| Nottinghamshire        | 4. Nottingham U.A.  | | |
| Lincolnshire (parcial) | 5. Lincolnshire     | a) Lincoln, b) North Kesteven, c) South Kesteven, d) South Holland, e) Boston, f) East Lindsey, g) West Lindsey             | |
| Leicestershire         | 6. Leicestershire   | a) Charnwood, b) Melton, c) Harborough, d) Oadby e Wigston, e) Blaby, f) Hinckley e Bosworth, g) North West Leicestershire  | |
| Leicestershire         | 7. Leicester U.A.   | | |
| 8. Rutland             |                     | | |
| 9. Northamptonshire    | 9. Northamptonshire | a) South Northamptonshire, b) Northampton, c) Daventry, d) Wellingborough, e) Kettering, f) Corby, g) East Northamptonshire | |